# Kazanlak
Kazanlak er en by i det centrale Bulgarien, med et indbyggertal på 48.551 (2024) indbyggere. Byen ligger i Stara Zagora-provinsen. Geografisk set ligger byen i Rosendalen, og som følge heraf har byen en stor produktion af rosenolie, der har givet byen tilnavnet "Rosebyen". Byen er også kendt for Den thrakiske grav i Kazanlak.